# Francesco Lante
Francesco Lante (Pisa, ... – Cremona, 1405) è stato un vescovo cattolico italiano.

## Biografia
Francesco Lante, figlio di Michele Lante, notaio di Vicopisano, consigliere di Fazio della Gherardesca, e facente parte della illustre famiglia pisana dei Lante, nacque probabilmente a Vicopisano nella prima metà del XIV secolo essendo il padre morto in data antecedente il 1346. 
Poche sono notizie sui primi anni di vita, se non che entrò giovanissimo nell'Ordine dei frati minori.
Fu vescovo di Luni, di Brescia, di Cremona e di Bergamo.